# Pueblo de Alayá
Pueblo de Alayá är en ort i Mexiko.   Den ligger i kommunen Cosalá och delstaten Sinaloa, i den centrala delen av landet, 1 000 km nordväst om huvudstaden Mexico City. Pueblo de Alayá ligger 148 meter över havet och antalet invånare är 138.
Terrängen runt Pueblo de Alayá är huvudsakligen kuperad, men den allra närmaste omgivningen är platt. Pueblo de Alayá ligger nere i en dal. Runt Pueblo de Alayá är det mycket glesbefolkat, med 6 invånare per kvadratkilometer. Närmaste större samhälle är San Miguel de las Mesas, 17,9 km sydväst om Pueblo de Alayá. I omgivningarna runt Pueblo de Alayá växer i huvudsak lövfällande lövskog.